# Файбисович, Виктор Михайлович
Виктор Михайлович Файбисович (р. 1950) — российский искусствовед.
Ведущий научный сотрудник аппарата дирекции Государственного Эрмитажа, заведующий сектором новых поступлений Государственного Эрмитажа, ученый секретарь экспертной фондово-закупочной комиссии Эрмитажа.
Кандидат культурологических наук. В 1997 году защитил кандидатскую диссертацию на тему «А. Н. Оленин — исследователь древнего оружия и основатель рюсткамеры Академии Художеств» на кафедре музееведения Санкт-Петербургской государственной академии культуры.
Сотрудничает с такими журналами, как «Наше наследие», «Новый мир искусства. НоМИ», «Родина». Специализация: русское изобразительное и декоративно-прикладное искусство; идентификация русских портретов XVIII—XIX вв.

## Сочинения
монографии:
- Воспитание Александра. Изд-во ГЭ, 2005. ISBN 5-93572-171-6
- Александр I и старец Федор Кузьмич: история одной легенды. Изд-во ГЭ, 2005. ISBN 5-93572-174-0
- Алексей Николаевич Оленин: опыт научной биографии. РНБ, 2006. ISBN 5-8192-0284-8
- «Свободные поля взрывал уж ранний плуг…» [Текст] : Александр I и его порфироносные предшественники на пашне / В. М. Файбисович ; Государственный Эрмитаж. — Санкт-Петербург : КОСТА, 2016. — 39 с. : ил., цв. ил., портр.; 20X20 см; ISBN 978-5-91258-372-8
- Виктор Файбисович: Главный фехтовальный учитель Императорской гвардии Александр Вальвиль. Вита-Нова, 2023. ISBN 978-5-93898-839-2

участие в каталогах и сборниках, редактура:
- Александровский дворец / [Гос. музей-заповедник «Царское Село»; Авт. текста И. Ботт, В. Файбисович]. — Б. м. : ZiMiX, [1998?].
- Под знаком орла. Искусство ампира [Текст] : [выставка] / Гос. Эрмитаж; [сост. : Т. В. Раппе, А. С. Булкина, В. М. Файбисович]. — Санкт-Петербург : Гос. Эрмитаж : Cлавия, 1999. — 103с. : цв. ил.; 28 см; ISBN 5-88654-115-2
- «За веру и верность». 300 лет Российской Императорской гвардии : тезисы науч. конф. / [Науч. редакторы: Г. В. Вилинбахов, В. М. Файбисович]. — Санкт-Петербург : Изд-во Гос. Эрмитажа, 2000. — 75, [1] c. : табл.; 22 см; ISBN 5-93572-034-5
- Геральдика в прошлом, настоящем и будущем : Материалы конф. к 20-летию Геральд. семинара при Гос. Эрмитаже / [Науч. ред. Г. В. Вилинбахов, В. М. Файбисович]. — СПб. : Изд-во Гос. Эрмитажа, 2000. — 86, [1] с.; 22 см; ISBN 5-93572-010-8
- В Париже Росс! Санкт-Петербург — Париж. 1800—1830 : каталог выставки : к 300-летию Санкт-Петербурга / Гос. Эрмитаж; [авт. ст.: В. М. Файбисович]. — Санкт-Петербург : Славия, 2003. — 95 с. : ил., портр., цв. ил.; 28 см; ISBN 5-9501-0049-2
- Голицын, Николай Борисович (1794—1866). Жизнеописание генерала от кавалерии Эммануэля / соч. кн. Н. Б. Голицыным; [вступ. ст. и коммент. Г. Г. Лисицыной и В. М. Файбисовича]. — Москва : Собрание, 2004 (Тип. ООО М-КЕМ)
- Александр I. "Сфинкс, не разгаданный до гроба..." Каталог выставки. — Санкт-Петербург : Славия, 2005. ISBN 5-9501-0083-2
- Оленин, Алексей Николаевич (1763—1843). Собрание рисунков медалей на знаменитые события 1812-го, 1813-го и 1814 годов. К описанию медалей присовокуплены три рассуждения или опыта: 1. О главных правилах медальерного искусства. 2. О выборе ваятельных или скульптурных предметов для всенародных памятников. 3. О приличной форме предполагаемому памятнику из отбитых у неприятеля огнестрельных орудий [Текст] / А…… О…… ; [послесловие и коммент. В. М. Файбисовича]. — Репр. рук. 1814 г. — Москва : Собрание ; Санкт-Петербург : Антей, 2012. — 161 с. : цв. ил., портр.; 32 см; ISBN 5-902797-02-0
- "Мы все в одну сольемся душу!.." Отечественная война 1812 года в медалях А.Н. Оленина и его современников. Каталог выставки. — Санкт-Петербург : Издательство Государственного Эрмитажа, 2012. ISBN 978-5-93572-496-2
- «Гроза двенадцатого года…» [Текст] = «The thunder of 1812…» : Отечественная война 1812 года в материалах Государственного Эрмитажа : каталог выставки, [Санкт-Петербург, 25 декабря 2012-7 апреля 2013] / Гос. Эрмитаж; [авт. концепции и куратор выст.: В. В.-О. Лоога; авт. ст.: В. М. Файбисович, М. О. Дединкин, В. В.-О. Лоога; авт. каталожных описаний: Е. Е. Абрамова и др. ; фот.: Н. Н. Антонова и др.]. — Санкт-Петербург : Изд-во Гос. Эрмитажа, 2013. — 473, [2] с. ISBN 978-5-93572-477-1
- Оленина, Анна Алексеевна (1808—1888). Дневник. Воспоминания / А. А. Оленина; составление, предисловие, вступительная статья и комментарии Л. Г. Агамалян, В. М. Файбисовича; статья В. М. Файбисовича; подготовка текстов Н. А. Казаковой, Л. Г. Агамалян (русский текст), М. В. Арсентьевой (французский текст). — Изд. 2-е, испр. и доп. — Санкт-Петербург : Пушкинский Дом, 2024. ISBN 978-5-91476-152-0

избранные статьи:
- Файбисович В. М. "Мальчишка Фебу гимн поднес" // Временник Пушкинской комиссии / АН СССР. ОЛЯ. Пушкин. комис. — Л.: Наука. Ленингр. отд-ние, 1989. — Вып. 23. — С. 105—109.
- Файбисович В. М. Эхо выстрелов на Чёрной речке / Русский меценат. 2008, выпуск первый. C. 87-95